# Georgi Bliznaszki
Georgi Petkow Bliznaszki, bułg. Георги Петков Близнашки (ur. 4 października 1956 w Skrawenie) – bułgarski polityk, prawnik i nauczyciel akademicki, profesor, deputowany do Zgromadzenia Narodowego, europoseł VI kadencji (2007), od sierpnia do listopada 2014 premier Bułgarii.

## Życiorys
Ukończył w 1982 studia prawnicze na Uniwersytecie Sofijskim. Rok później został asystentem na tej uczelni. W 1988 uzyskał stopień doktora, w 2003 został docentem, a w 2009 profesorem na macierzystym uniwersytecie. W pracy naukowej specjalizował się w prawie konstytucyjnym.
Na początku lat 90. był posłem 36. kadencji. W 2005 z ramienia Koalicji na rzecz Bułgarii został wybrany w skład Zgromadzenia Narodowego 40. kadencji.
Od stycznia do czerwca 2007 był posłem do Parlamentu Europejskiego w ramach delegacji krajowej (po przystąpieniu Bułgarii do Unii Europejskiej) jako przedstawiciel Bułgarskiej Partii Socjalistycznej. Zasiadał w Grupie Socjalistycznej oraz Komisji Rynku Wewnętrznego i Ochrony Konsumentów.
6 sierpnia 2014 został powołany na stanowisko premiera Bułgarii, stając na czele gabinetu technicznego utworzonego przez prezydenta Rosena Plewneliewa. Zakończył urzędowanie 7 listopada 2014, gdy nową koalicję sformował Bojko Borisow.